# Edifício-sede e parque da Fundação Calouste Gulbenkian
O Edifício-sede e parque da Fundação Calouste Gulbenkian localizam-se num quarteirão ladeado pela Avenida de Berna, Avenida António Augusto de Aguiar e Rua Marquês de Sá da Bandeira, Lisboa.
Obra emblemática da arquitetura modernista portuguesa, o edifício-sede articula-se com o Museu Calouste Gulbenkian e alberga os serviços centrais da Fundação bem como salas de espetáculos, de exposições, etc. O Parque onde se insere ocupa posição identicamente relevante no quadro da arquitetura paisagista nacional, sendo um dos mais importantes espaços verdes da cidade de Lisboa.

## Edifício-sede
A sede da Fundação Calouste Gulbenkian localiza-se no centro de Lisboa, junto à Praça de Espanha, no interior de um parque com 7,5 hectares; ocupa uma área de aproximadamente 25 mil m².
O projeto dos edifícios da Sede e Museu resultou de um concurso restrito dirigido pela Administração a três equipas de arquitetos, que decorreu entre 1959 e 1960. O caderno de encargos do concurso referia-se ao objetivo de perpetuar a homenagem à memória de Calouste Gulbenkian, através de um traçado onde se adivinhassem os aspetos fundamentais do seu carácter: "espiritualidade concentrada, força criadora e simplicidade de vida".
Inaugurados em 1969, os edifícios foram projetados pelos arquitetos Ruy Athouguia, Pedro Cid e Alberto Pessoa. A sua conceção procurou criar um ambiente agradável e sóbrio, proporcionando perspectivas de visão a partir do interior, sobre diversos ângulos do jardim circundante. A sua construção baseou-se nas técnicas mais modernas (betão armado e do betão pré-esforçado).
O corpo da Sede tem cerca de 125m de comprimento e 25m de largura. Distribui-se por seis pisos (dois subterrâneos), concebidos para instalar a Administração e os diversos Serviços da Fundação. Integra também salas destinadas a espectáculos, exposições, conferências e congressos. As instalações de apoio (oficinais e técnicas), situam-se no subsolo.
Com uma lotação de 1300 lugares, o Grande Auditório ocupa o extremo Sul do edifício da Sede. Pode acolher todo o tipo de espectáculos - concertos, teatro, dança e conferências. O Auditório 2 tem 334 lugares. Há ainda várias salas de conferências e duas galerias para exposições temporárias.
O Museu Calouste Gulbenkian alberga, em exposição permanente, a coleção de arte do Fundador; nesse mesmo edifício existe uma galeria de exposições temporárias, uma área destinada a apoio (das atividades culturais) e a Biblioteca de Arte.
O Centro de Arte Moderna foi inaugurado em 1983 no Parque Gulbenkian. Em homenagem ao primeiro Presidente da Fundação, passou a ser designado por Centro de Arte Moderna José de Azeredo Perdigão em 1993.

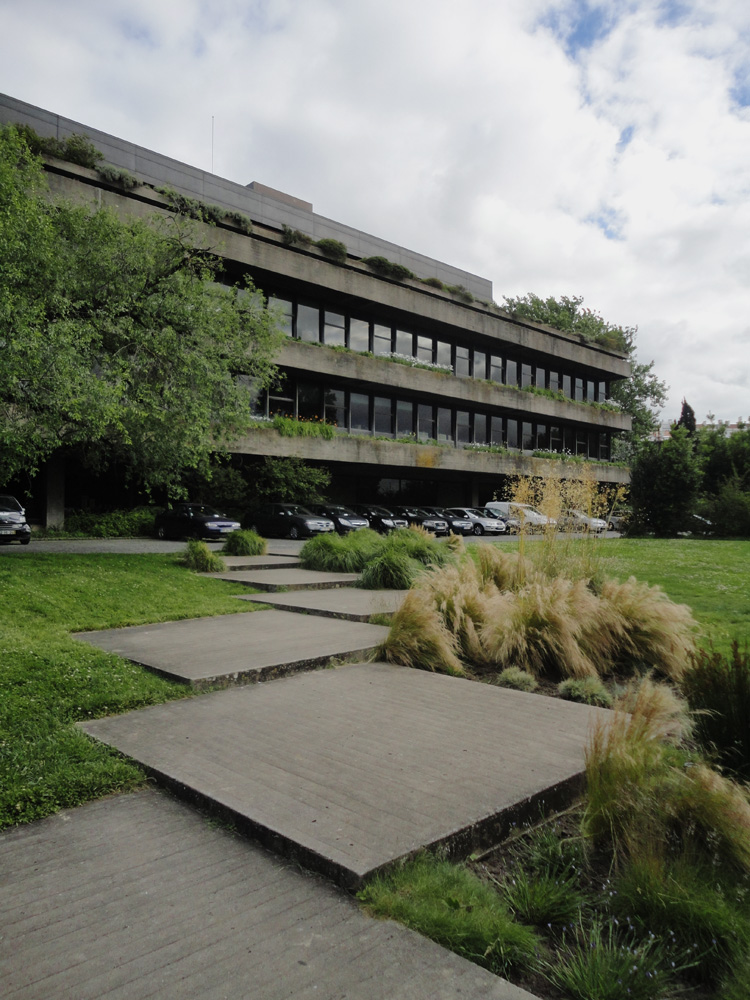
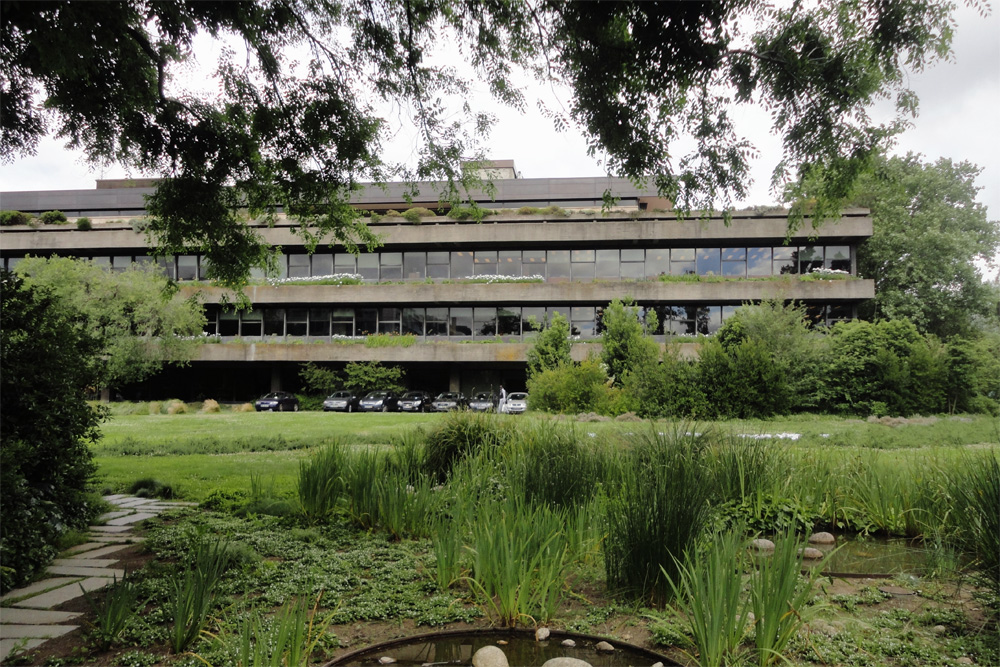
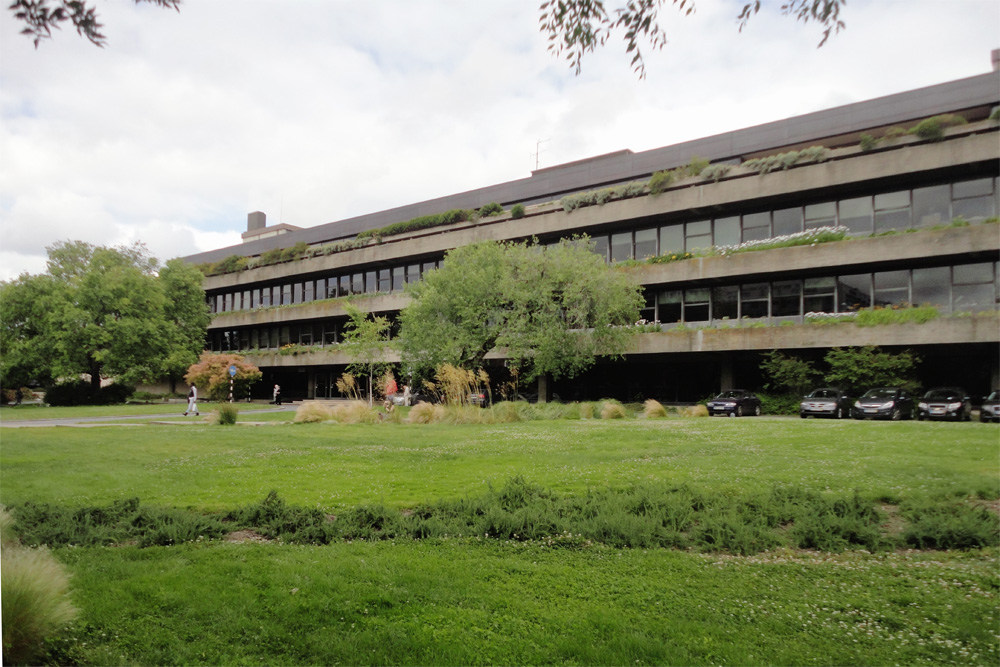
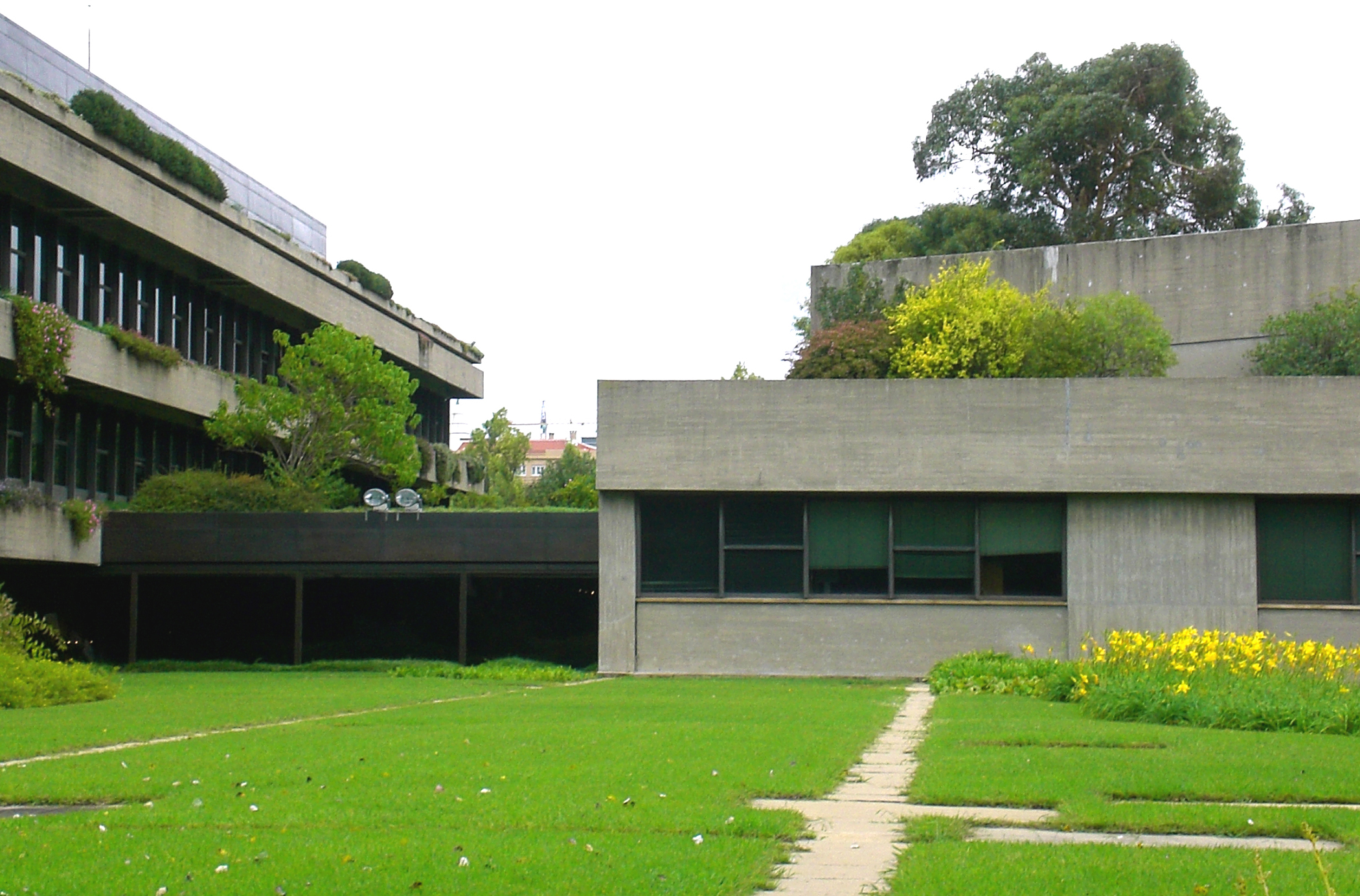
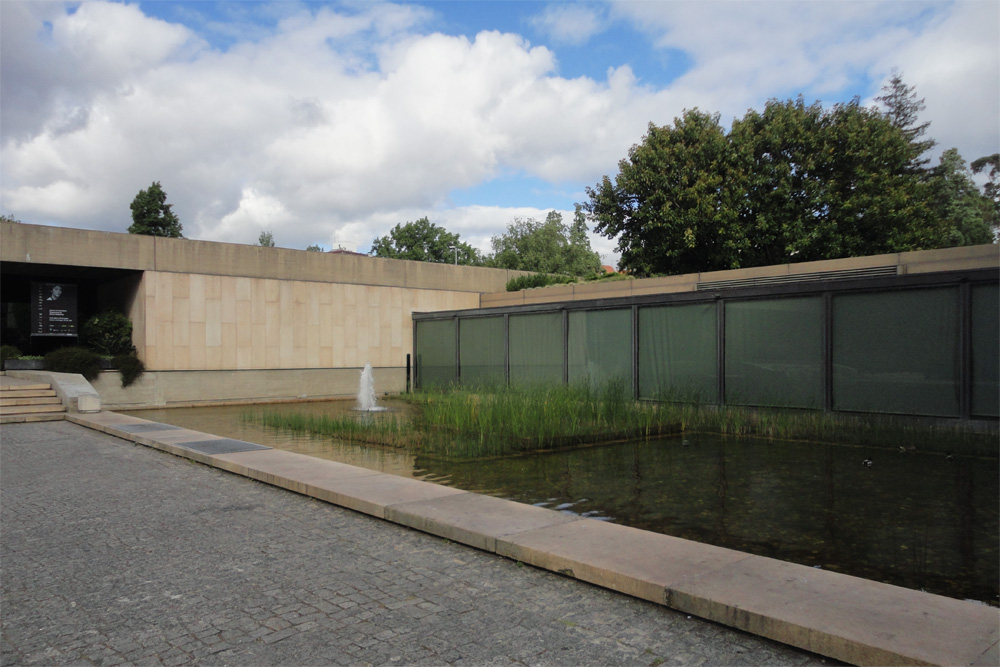
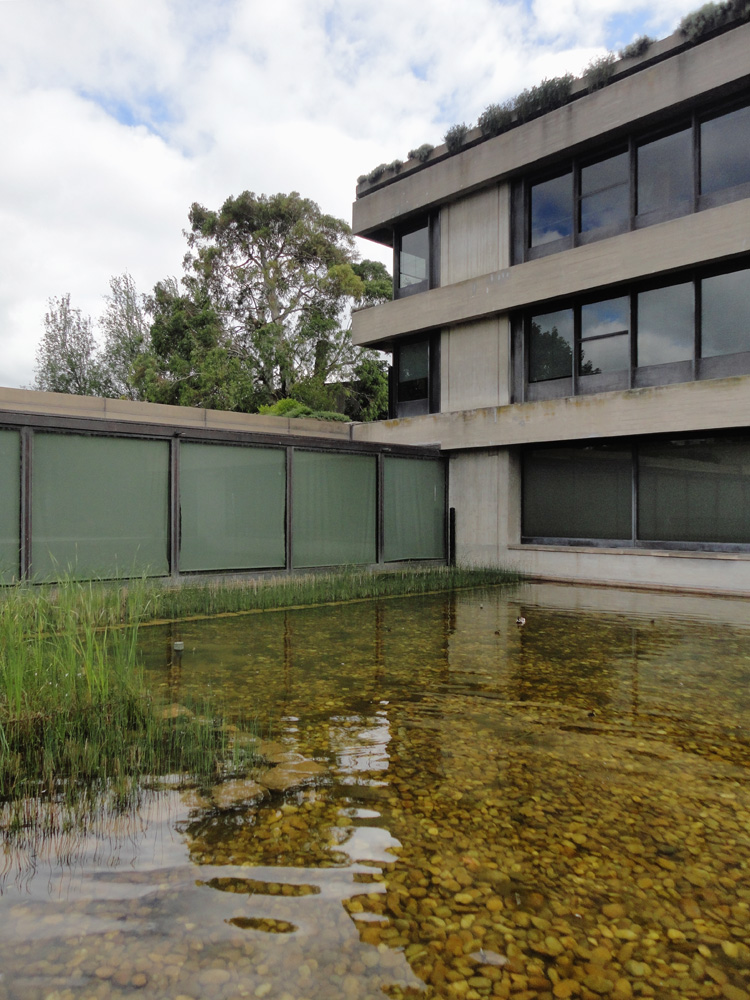
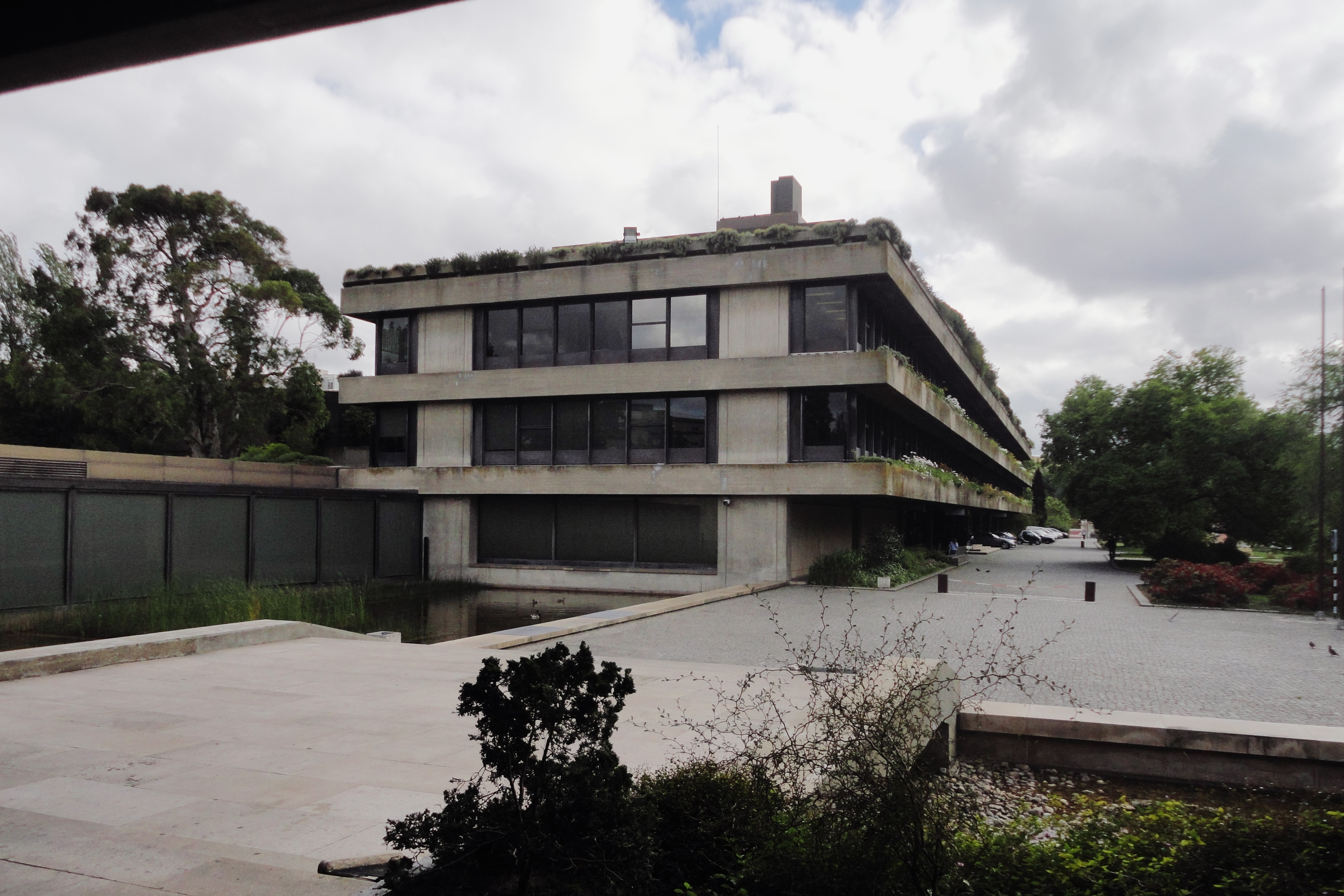
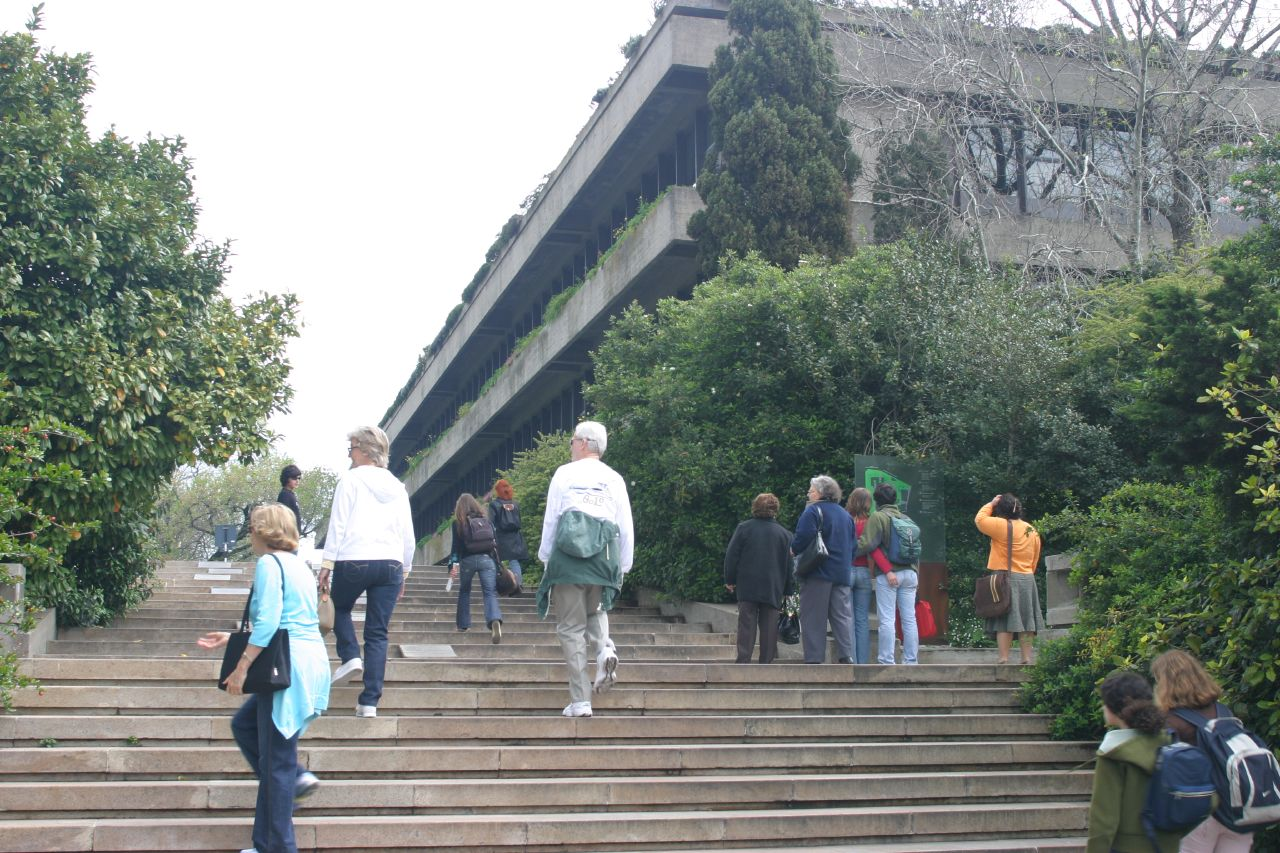
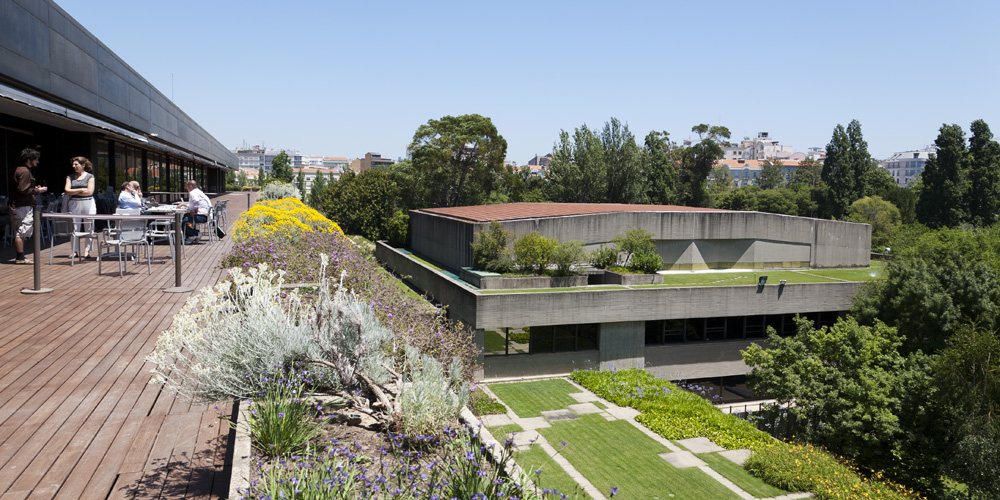
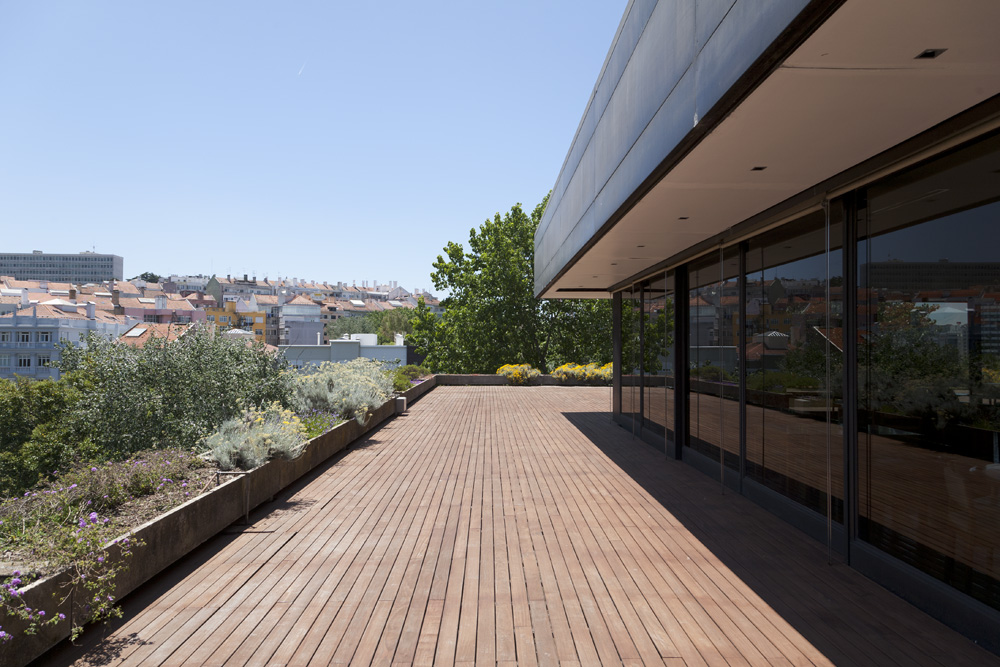
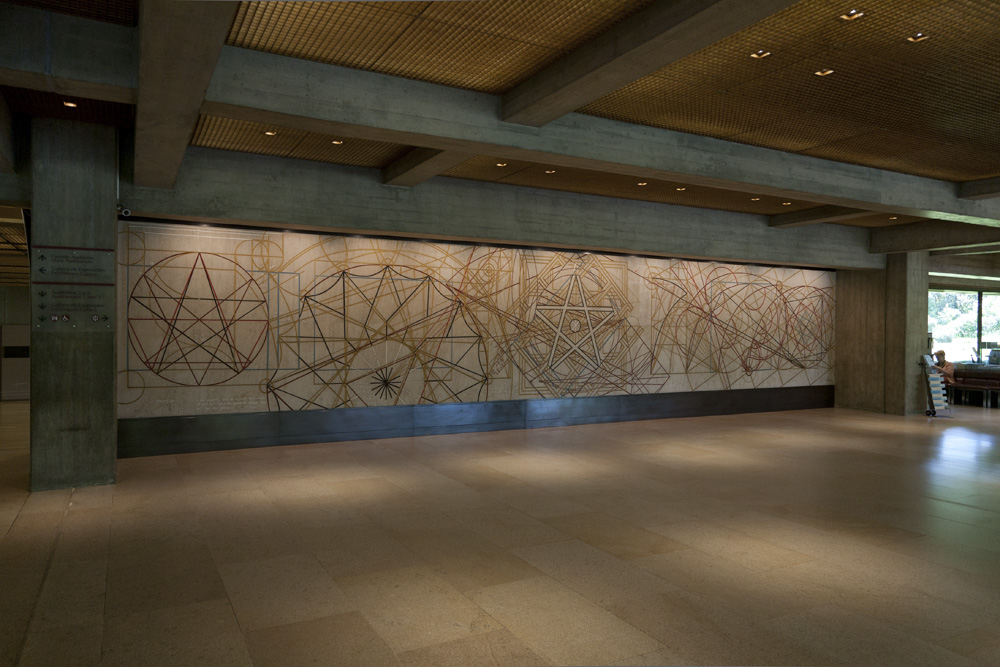
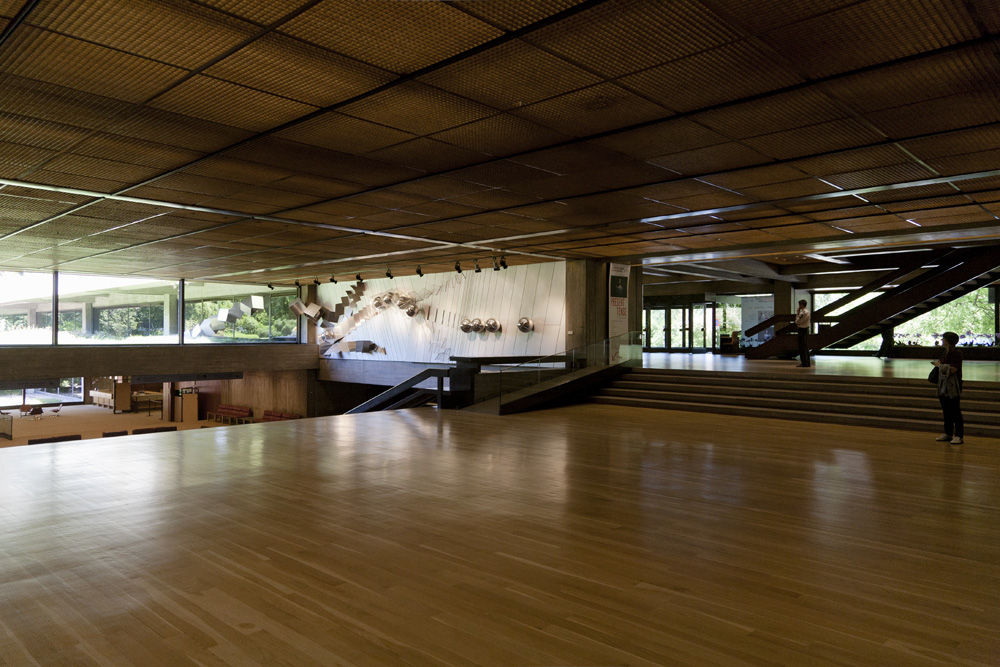

## Parque
O Parque da Fundação Calouste Gulbenkian foi construído na década de 1960, segundo projeto dos arquitetos paisagistas António Viana Barreto e Gonçalo Ribeiro Telles, na antiga localização do Parque de Santa Gertrudes. Este jardim é considerado um exemplo emblemático do movimento moderno em Portugal e uma referência para a arquitetura paisagista portuguesa.
As obras iniciaram-se em 1963, ficando concluídas em 1969, sendo de realçar a utilização de soluções construtivas altamente inovadoras para a época. "O Jardim que hoje encontramos, frondoso, envolvente e cheio de recantos surpreendentes, é o resultado de um diálogo muito forte entre homem e Natureza. Neste caso, é uma situação única, na medida que vão ser os próprios autores do projecto original a intervir, ao longo do tempo, tirando partido do crescimento da vegetação e adequando o jardim às novas solicitações dos tempos".
O desenho original obrigou a modificações importantes do relevo do terreno, visto o projecto incluir a criação de um lago, de um anfiteatro ao ar livre e a instalação de lajes no solo, para a circulação. O jardim foi desenhado em função de uma escolha criteriosa de árvores, arbustos e flores. Em 2002 deu-se inicício à sua renovação, com introdução de novos percursos, mais espelhos de água e novas espécies, de acordo com projecto conduzido pelo arquitecto Gonçalo Ribeiro Telles.

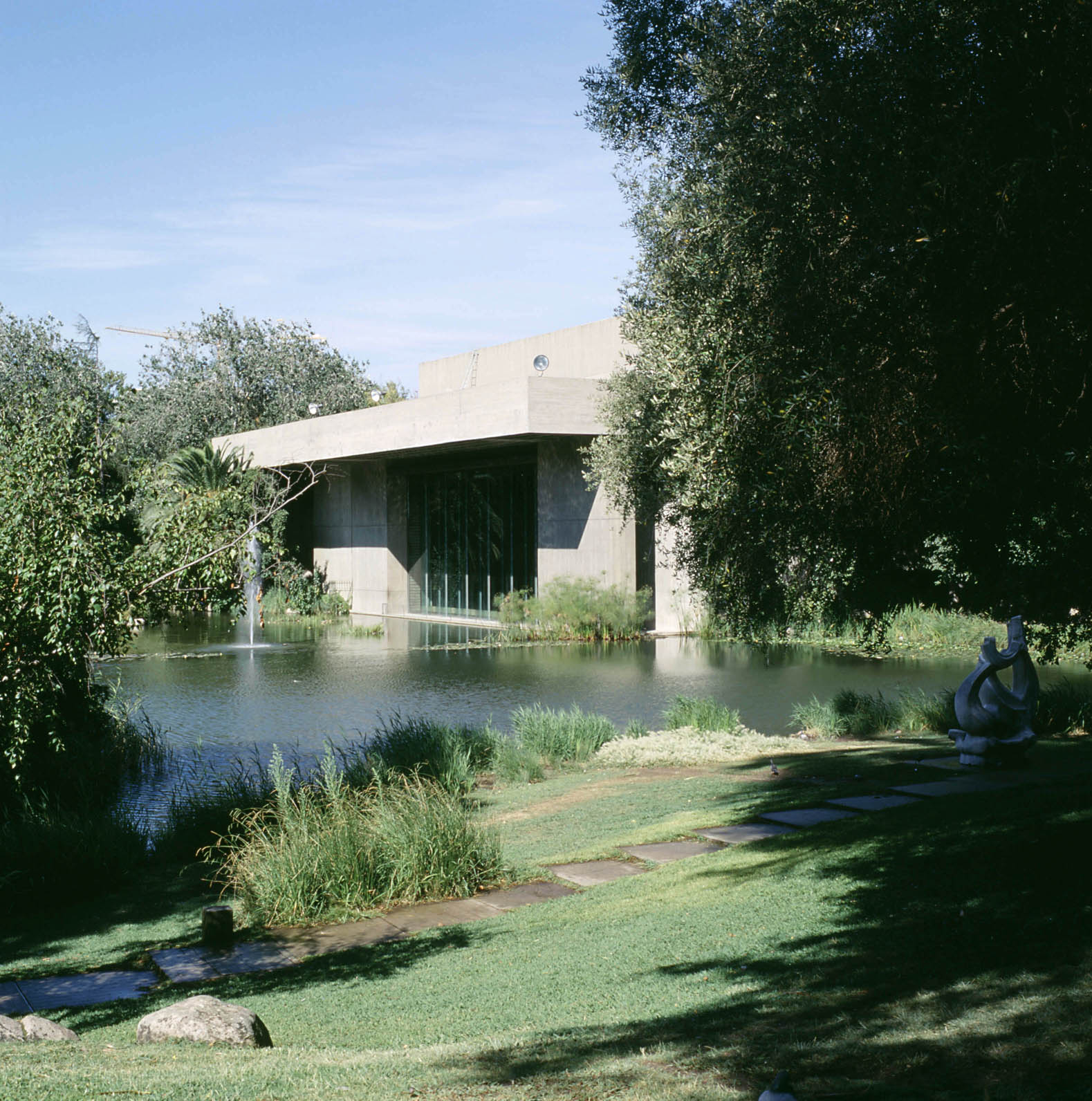
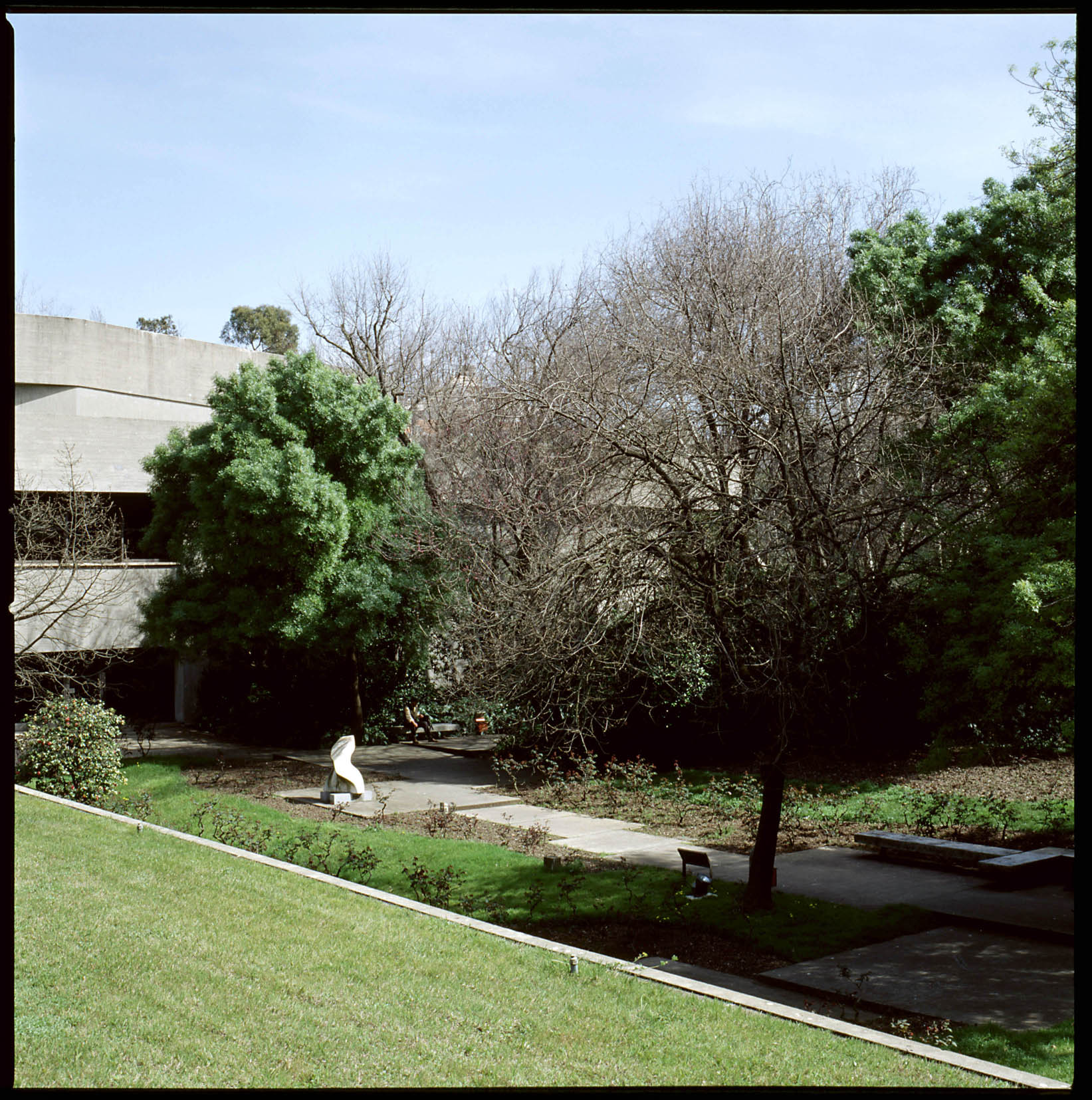
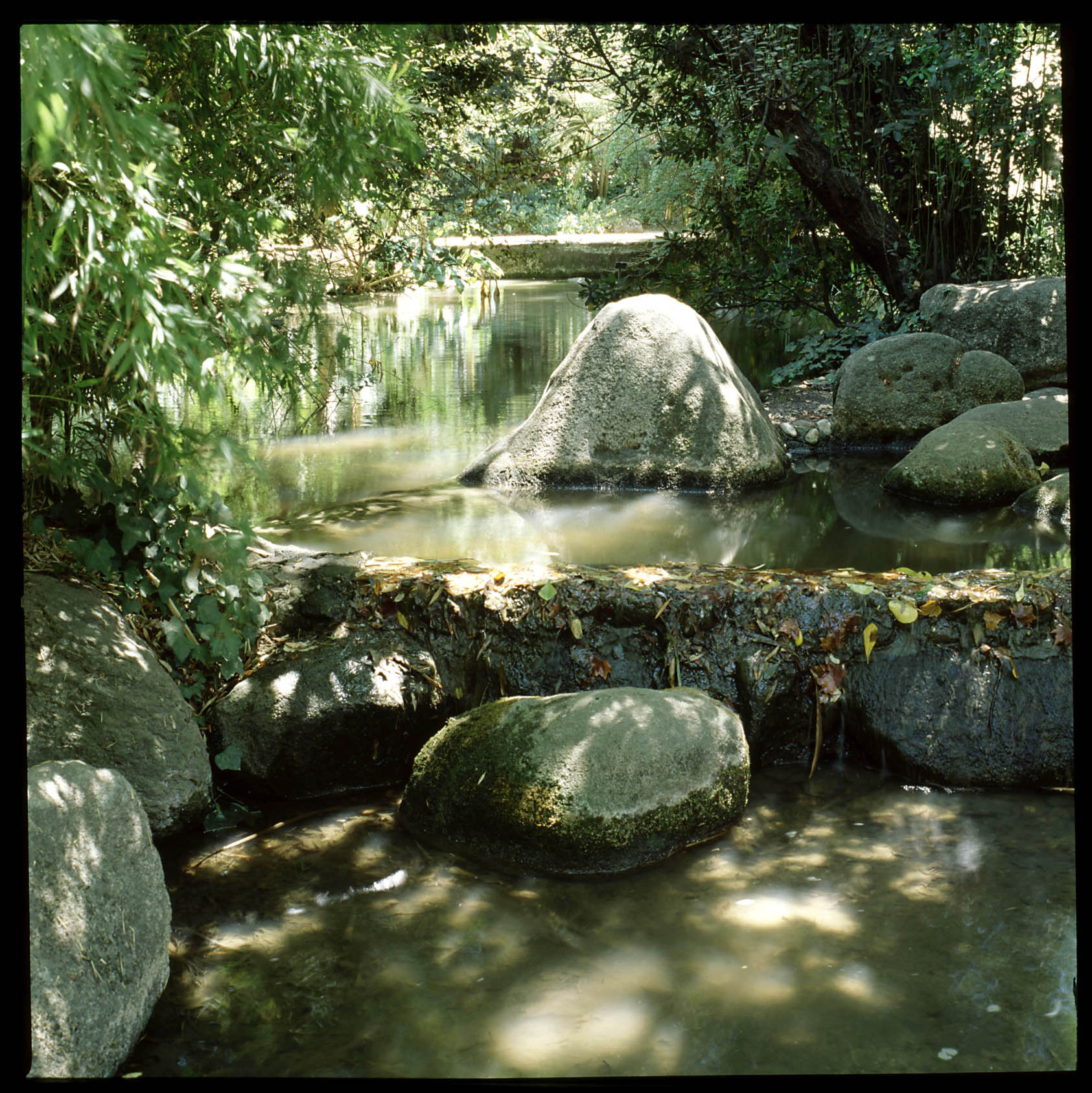
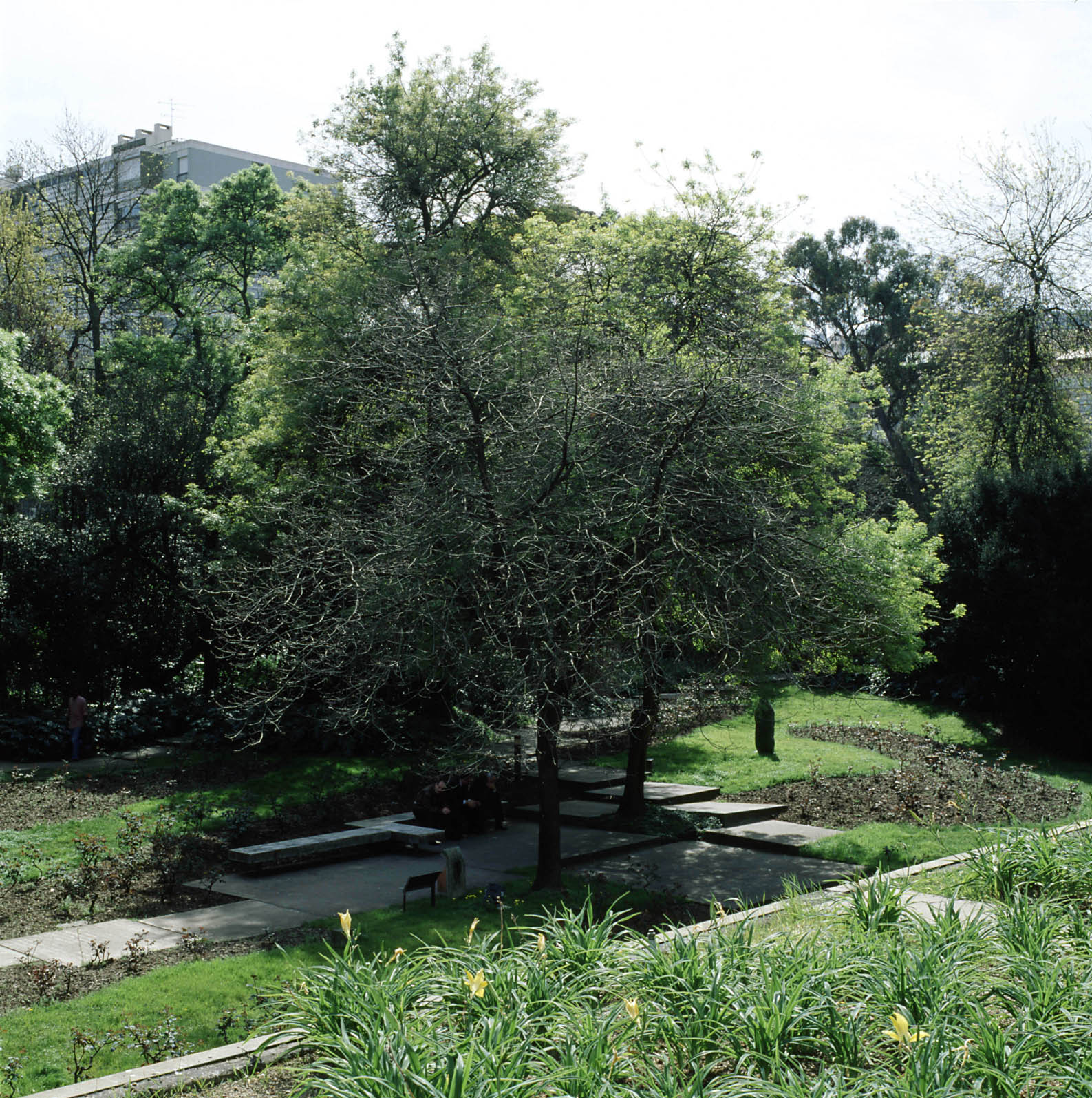
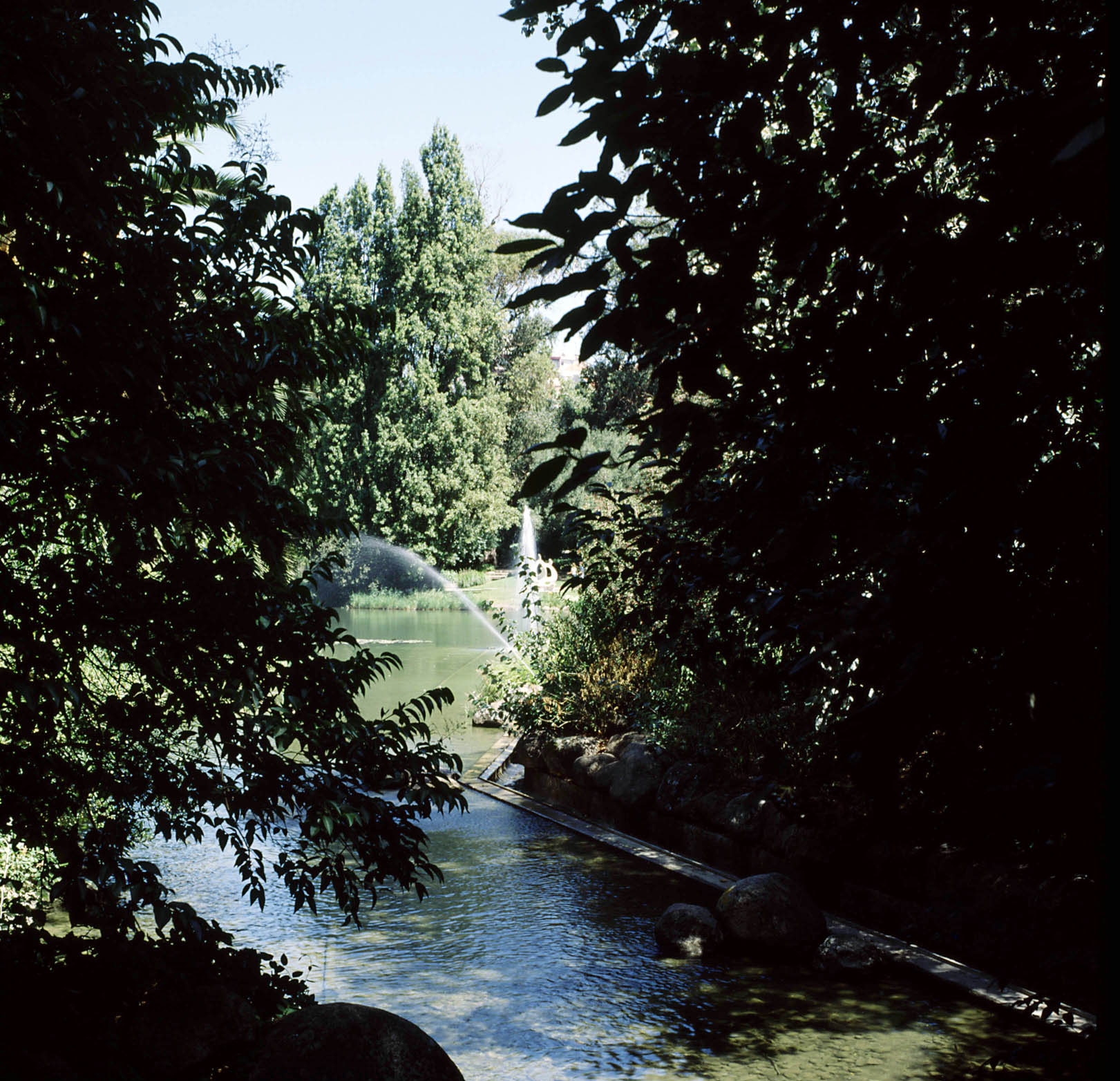
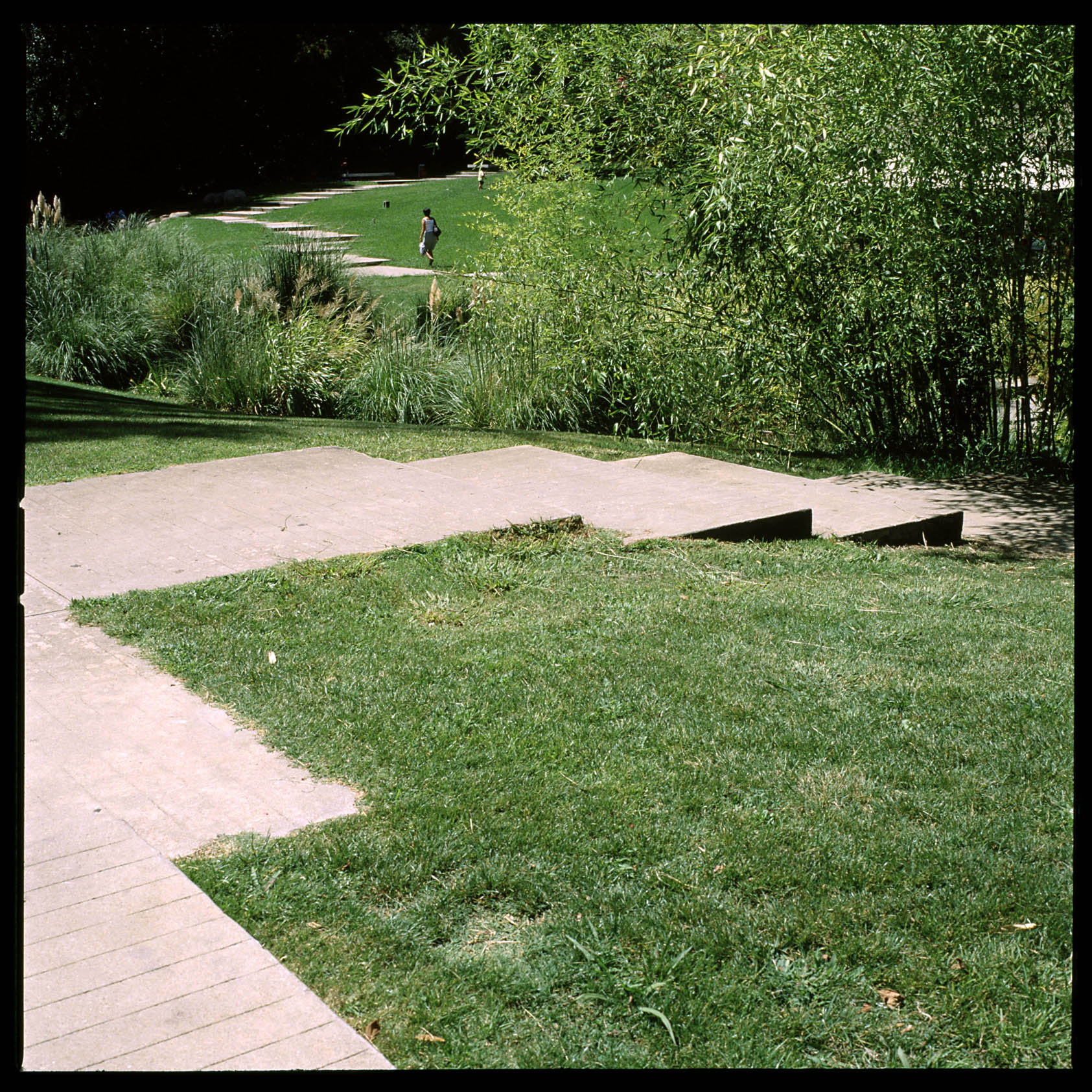
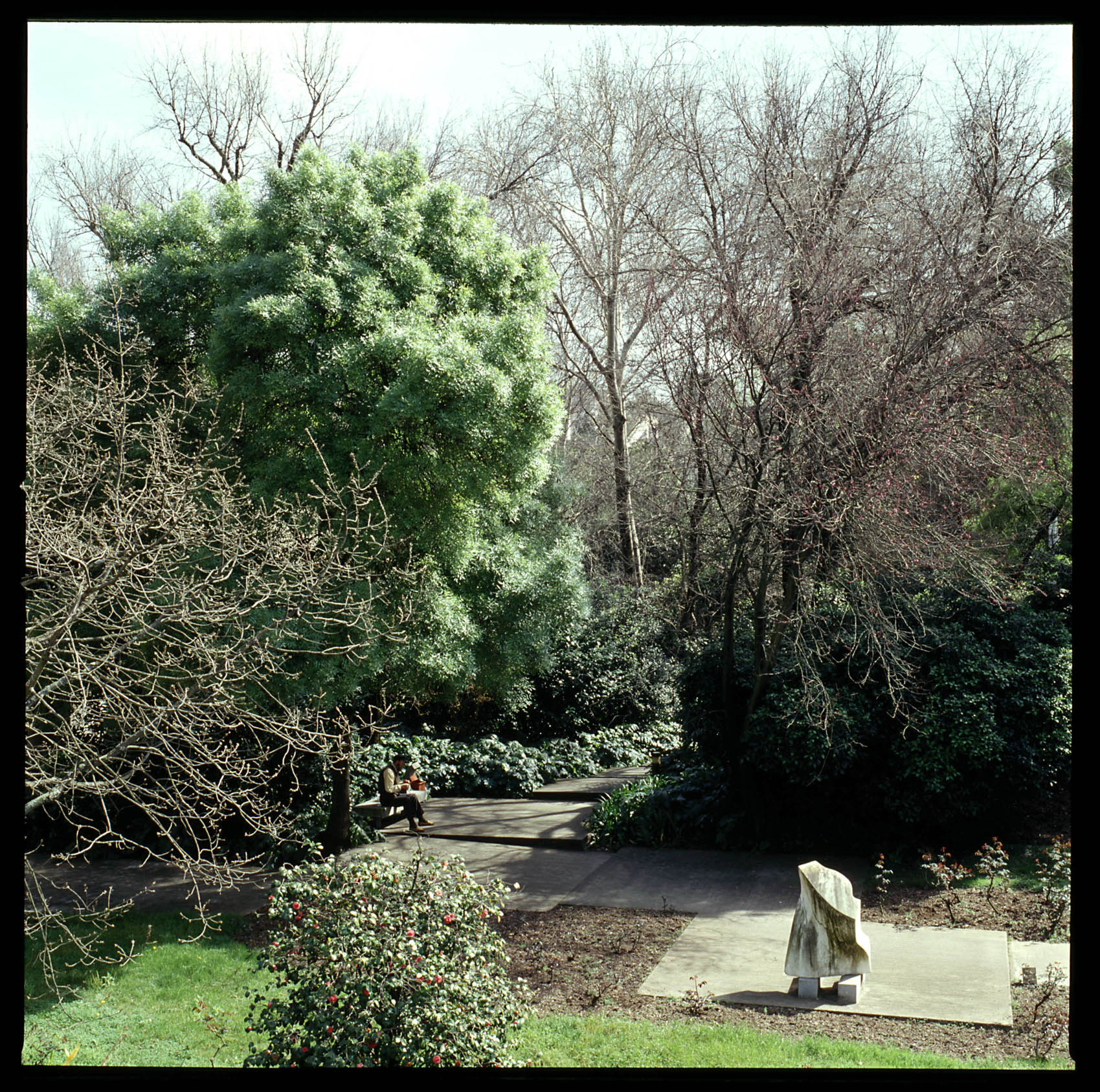
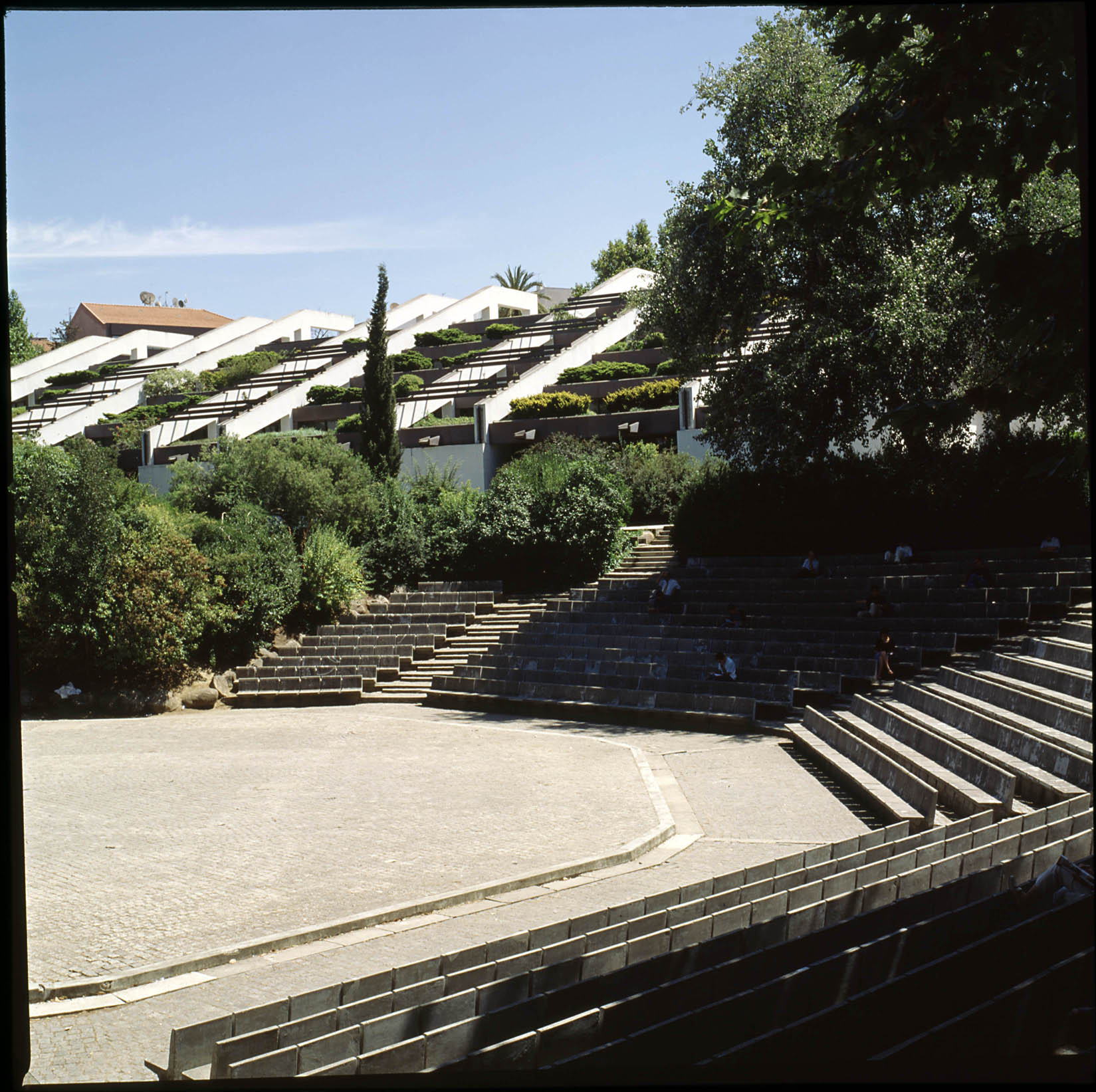
Anfiteatro ao ar livre
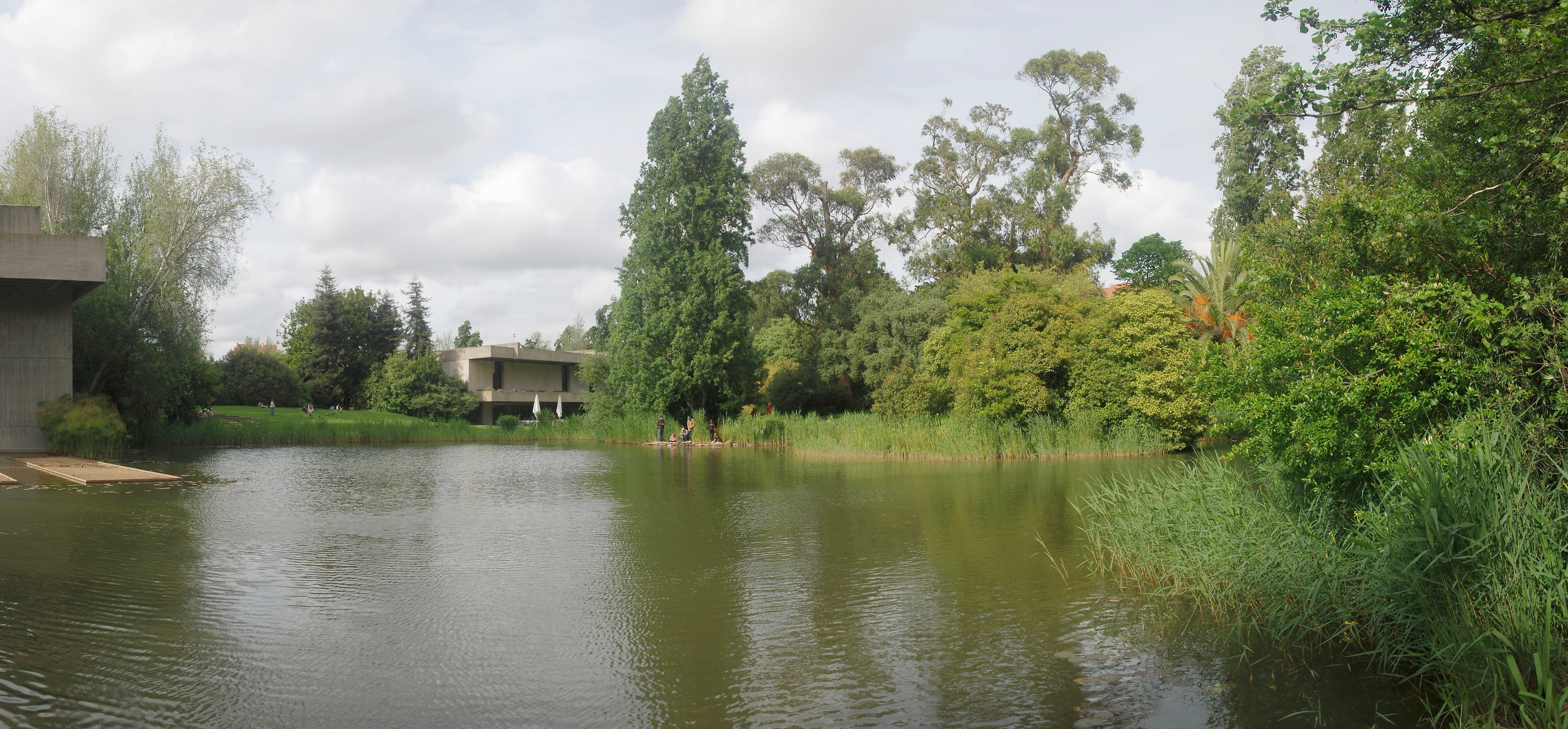
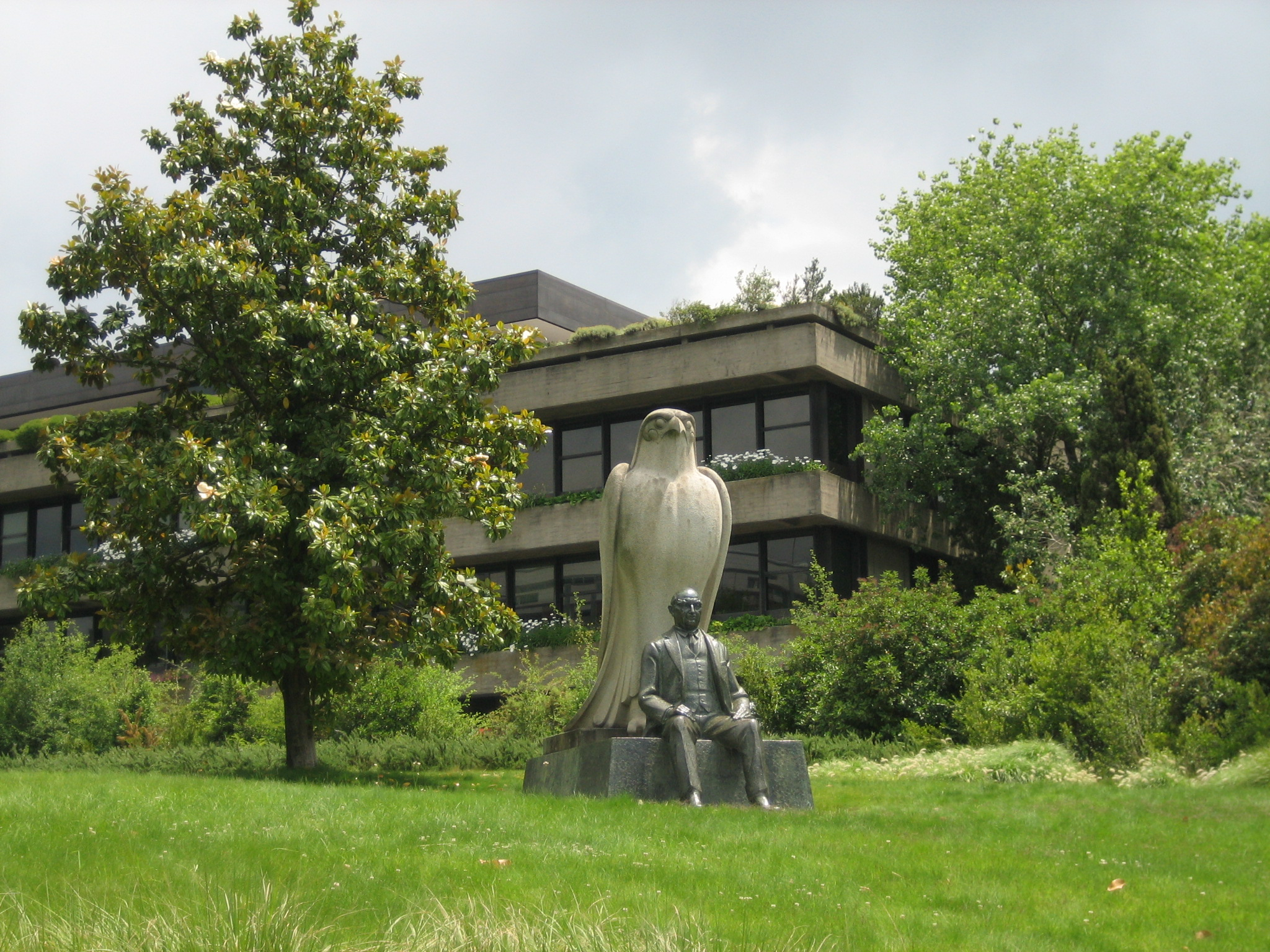
Monumento a Calouste Gulbenkian, por Leopoldo de Almeida
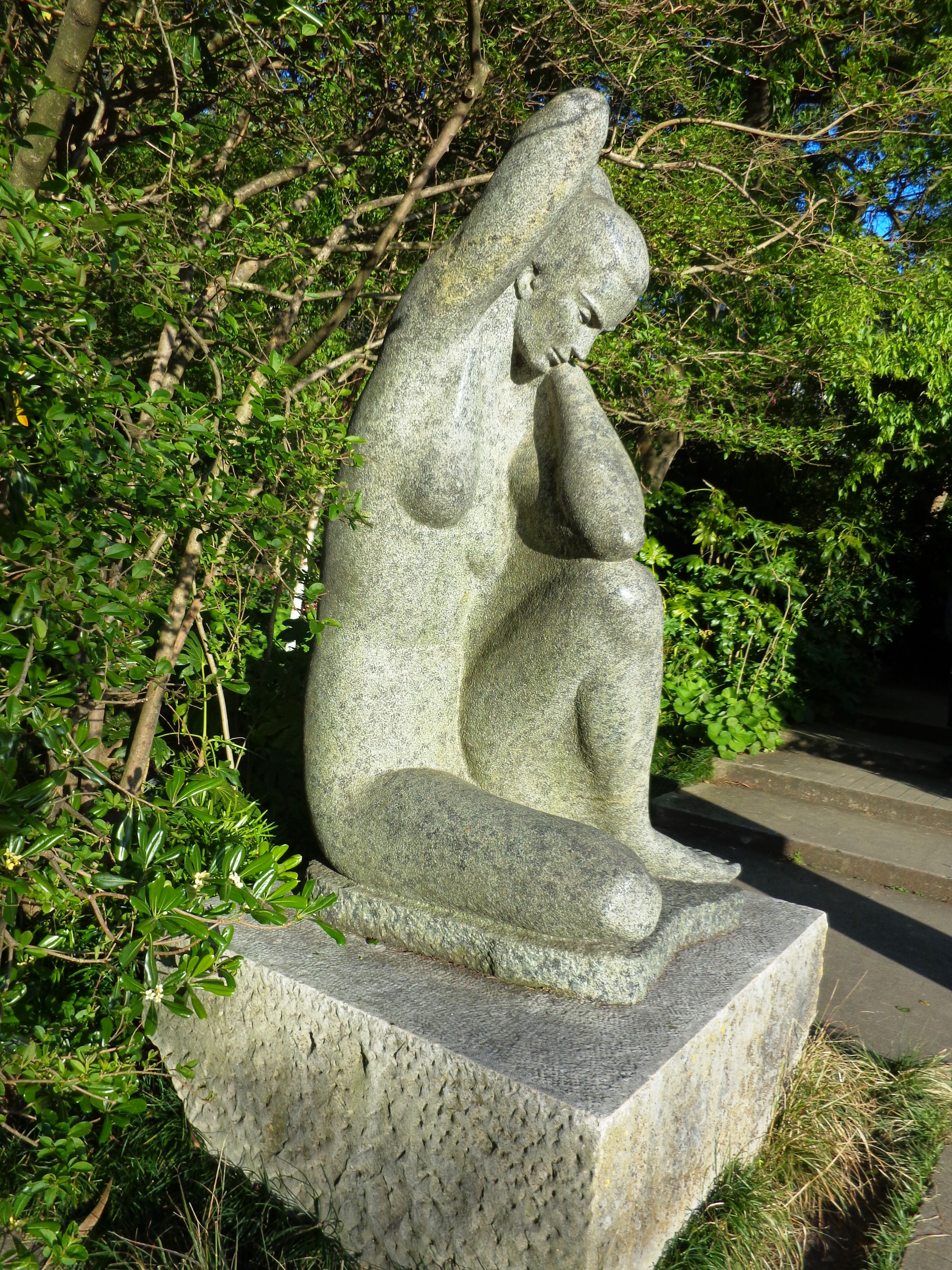
Obra de António Duarte
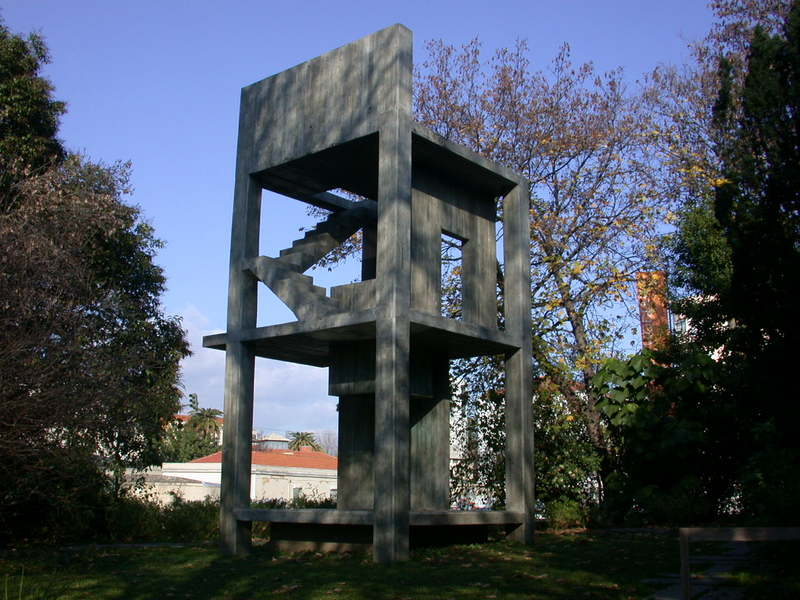
Obra de Pedro Cabrita Reis

## Prémio Valmor / Monumento Nacional
Tendo recebido o Prémio Valmor de 1975, o conjunto do edifício-sede e museu e o parque da Fundação Calouste Gulbenkian foram classificados como monumentos nacionais a 4 de Novembro de 2010. O comunicado do Conselho de Ministros assinala que este conjunto "constitui uma obra de dimensão, programa e competência técnica excepcionais, de importância e significado referenciais na arquitectura nacional e internacional".